# Benz 60 HP
Benz 60 HP – wyścigowy samochód osobowy produkowany przez niemieckie przedsiębiorstwo motoryzacyjne Daimler-Motoren-Gesellschaft w roku 1903.
Model Benz 60 HP wyprodukowano w zaledwie 200 egzemplarzach, z czego co najmniej 5 zachowało się do dzisiaj.

## Dane techniczne Benz 60 HP

### Silnik
- S4 9293 cm³[1]
- Układ zasilania: b.d.
- Średnica cylindra × skok tłoka: b.d.
- Stopień sprężania: b.d.
- Moc maksymalna: 60 KM (44 kW)[1]
- Maksymalny moment obrotowy: b.d.

### Osiągi
- Przyspieszenie 0–80 km/h: b.d.
- Przyspieszenie 0–100 km/h: b.d.
- Prędkość maksymalna: 104 km/h[1]